# Přemyslovské sedlo
Přírodní rezervace Přemyslovské sedlo se nachází v okrese Šumperk (Olomoucký kraj) mezi Přemyslovem (část Loučné nad Desnou) a Novými Losinami (část obce Jindřichov). Byla vyhlášena 1. března 2001. Předmětem ochrany jsou bohatá rostlinná společenstva podmáčených luk, která jsou pro danou oblast zcela ojedinělá.

## Flóra

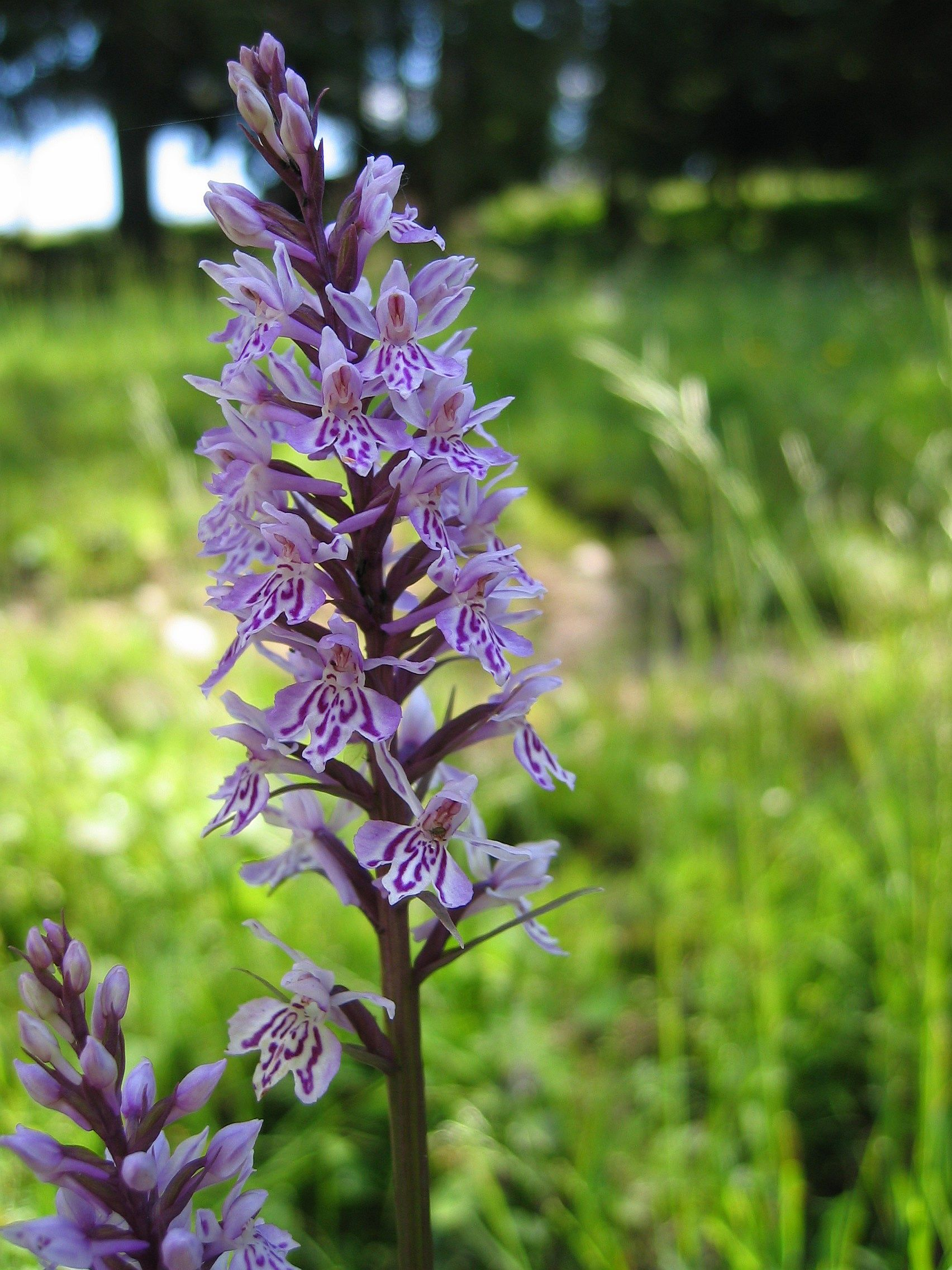
Prstnatec Fuchsův

Louky v rezervaci přecházejí od mezofilních ovsíkových porostů přes vlhčí porosty s pcháči (Cirsium) a rdesnem hadím kořenem (Bistorta major) až po silně podmáčené plochy s rašeliníkem (Sphagnum), ostřicí (Carex) či suchopýrem (Eriophorum). Na loukách mimo jiné kvetou chráněné druhy orchidejí - prstnatec Fuchsův (Dactylorhiza fuchsii) a prstnatec májový (Dactylorhiza majalis).